# Robert Góralczyk
Robert Góralczyk [výsl. přibližně guralčik] (21. března 1943 Wyry – 18. března 1984 Osvětim) byl hokejový obránce.  Jeho bratrem byl hokejista Feliks Góralczyk.

## Hráčská kariéra

### Klubová kariéra
V polské lize hrál za tým KS Baildon Katowice (1966-1981) a během vojny za HC Legia Warszawa (1963-1965). V polské lize nastoupil v 605 utkáních a dal 188 gólů.

### Reprezentační kariéra
Polsko reprezentoval na olympijských hrách v roce 1972 a 1976 a osmi turnajích mistrovství světa v letech 1966, 1967, 1969, 1970, 1972, 1973, 1974 a 1976. Celkem za polskou reprezentaci nastoupil ve 158 utkáních a dal 26 gólů.

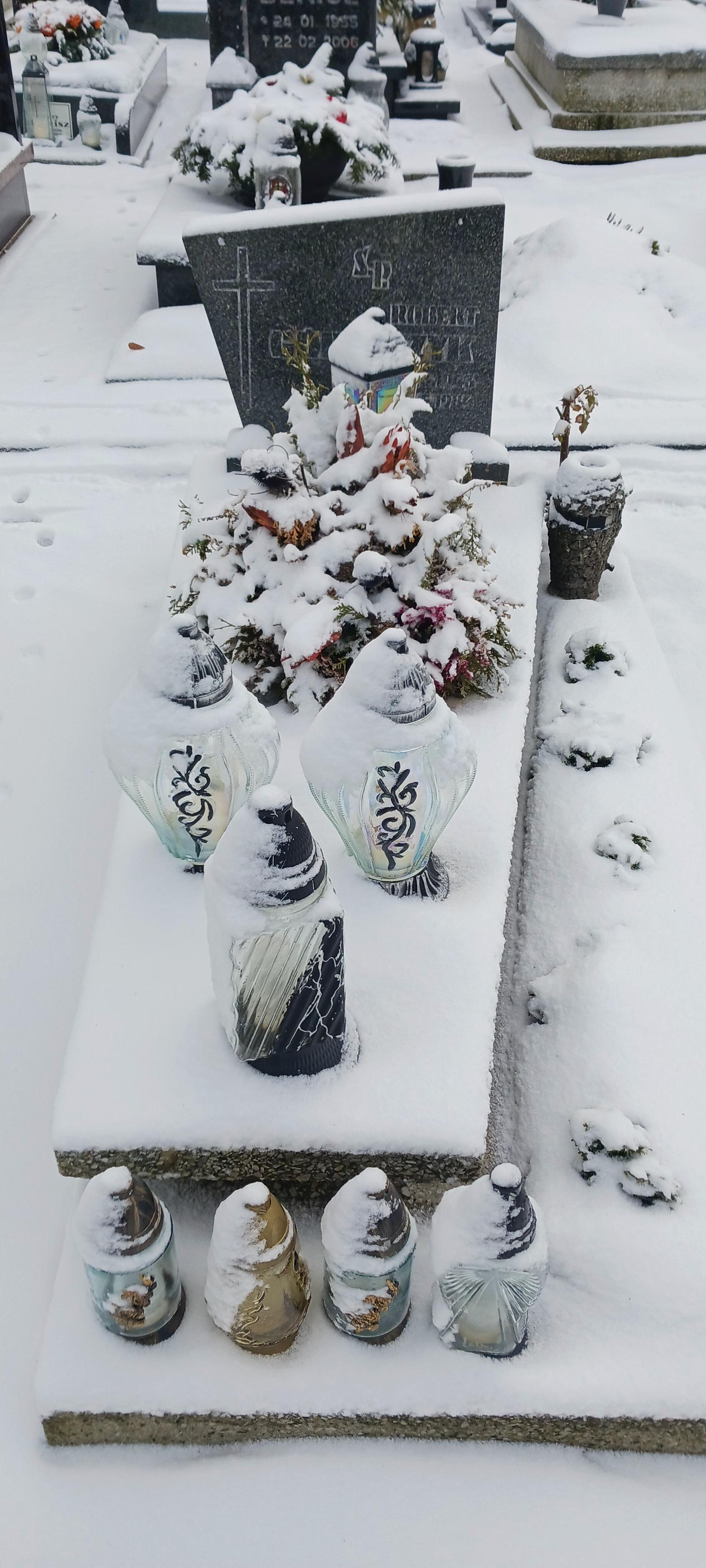
Hrob Roberta Góralczyka